# جاي (نيويورك)
جاي (بالإنجليزية: Jay, New York)‏ هي بلدة أمريكية تقع في الولايات المتحدة في مقاطعة إيسيكس، نيويورك. يقدر عدد سكانها بـ 2,506 نسمة ومساحتها 176.8 كم2 وترتفع عن سطح البحر 255 متر.